# 14551 Itagaki
14551 Itagaki este un asteroid din centura principală de asteroizi.

## Descriere
14551 Itagaki este un asteroid din centura principală de asteroizi. A fost descoperit pe 22 octombrie 1997 la Nanyo de Tomimaru Okuni. El prezintă o orbită caracterizată de o semiaxă mare de 2,75 ua, o excentricitate de 0,22 și o înclinație de 7,1° în raport cu ecliptica.